# Bitty Schram
Elizabeth „Bitty” Natalie Schram (ur. 17 lipca 1968 w Mountainside) – amerykańska aktorka filmowa. Zasłynęła dzięki roli Sharony Fleming, asystentki Adriana Monka w serialu Detektyw Monk (2002-2004). W 2003 otrzymała nominację do Złotego Globu dla najlepszej aktorki w serialu komediowym lub musicalu.

## Wybrana filmografia
- Ich własna liga
- Detektyw Monk